# Lengyelország az 1976. évi téli olimpiai játékokon
Lengyelország az ausztriai Innsbruckban megrendezett 1976. évi téli olimpiai játékok egyik részt vevő nemzete volt. Az országot az olimpián 9 sportágban 56 sportoló képviselte, akik érmet nem szereztek.

## Alpesisí
Férfi
| Versenyző          | Versenyszám      | 1. futam | 1. futam | 2. futam | 2. futam | Összesítés | Összesítés |
| Versenyző          | Versenyszám      | Idő      | Hely.    | Idő      | Hely.    | Idő        | Helyezés   |
| ------------------ | ---------------- | -------- | -------- | -------- | -------- | ---------- | ---------- |
| Jan Bachleda-Curuś | Műlesiklás       | 1:03,76  | 20.      | 1:05,05  | 6.       | 2:08,81    | 11.        |
| Roman Dereziński   | Lesiklás         |          |          |          |          | 1:56,33    | 52.        |
| Roman Dereziński   | Óriás-műlesiklás | 1:55,44  | 49.      | 1:58,27  | 39.      | 3:53,71    | 38.        |
| Roman Dereziński   | Műlesiklás       | 1:04,93  | 23.      | 1:09,80  | 22.      | 2:14,73    | 21.        |

## Biatlon

### 20 km egyéni indításos
A célpont egy külső és egy belső körből állt. A külső körön kívüli találat 2 perc, a külső kör találata 1 perc büntetőidőt jelentett.
| Versenyző        | Eredmény   | Helyezés | Büntetőperc | Végső eredmény | Helyezés |
| ---------------- | ---------- | -------- | ----------- | -------------- | -------- |
| Jan Szpunar      | 1:17:27,20 | 30.      | 4           | 1:21:27,20     | 19.      |
| Wojciech Truchan | 1:16:09,93 | 20.      | 8           | 1:24:09,93     | 28.      |
| Andrzej Rapacz   | 1:18:30,82 | 36.      | 10          | 1:28:30,82     | 46.      |

### 4 × 7,5 km váltó
A lövéseket követően a lövőhibák számának megfelelő mennyiségű 200 m-es büntetőkört kellett teljesíteni a versenyzőknek.
| Versenyző                                                | Eredmény   | Lövőhiba | Helyezés |
| -------------------------------------------------------- | ---------- | -------- | -------- |
| Jan Szpunar Andrzej Rapacz Ludwik Zięba Wojciech Truchan | 2:11:46,54 | 9        | 12.      |

## Északi összetett
A három ugrás közül a két legjobb pontszámát adták össze. A sífutás végén 1 perces időkülönbség 9 pontnak felelt meg.
| Versenyző         | Normálsánc | Normálsánc | Normálsánc | Normálsánc | Normálsánc | Normálsánc | Normálsánc | Normálsánc | 15 km sífutás | 15 km sífutás | 15 km sífutás | Összesítés | Összesítés |
| Versenyző         | 1. ugrás   | 1. ugrás   | 2. ugrás   | 2. ugrás   | 3. ugrás   | 3. ugrás   | Össz.      | Össz.      | 15 km sífutás | 15 km sífutás | 15 km sífutás | Összesítés | Összesítés |
| Versenyző         | Pont       | Hely.      | Pont       | Hely.      | Pont       | Hely.      | Pont       | Hely.      | Idő           | Pont          | Hely.         | Pont       | Helyezés   |
| ----------------- | ---------- | ---------- | ---------- | ---------- | ---------- | ---------- | ---------- | ---------- | ------------- | ------------- | ------------- | ---------- | ---------- |
| Stefan Hula       | 98,7       | 10.        | 101,0      | 7.         | 104,9      | 5.         | 205,9      | 6.         | 52:48,37      | 176,98        | 26.           | 382,88     | 16.        |
| Jan Legierski     | 88,9       | 24.        | 86,8       | 27.        | 85,8       | 29.        | 175,7      | 28.        | 49:39,05      | 205,38        | 5.            | 381,08     | 18.        |
| Marek Pach        | 94,7       | 15.        | 93,2       | 20.        | 96,6       | 17.*       | 191,3      | 19.        | 52:04,95      | 183,49        | 22.           | 374,79     | 20.        |
| Stanisław Kawulok | 83,7       | 26.        | 81,5       | 29.        | 89,1       | 27.        | 172,8      | 29.        | nem ért célba | nem ért célba | nem ért célba | kiesett    | kiesett    |

* - egy másik versenyzővel azonos eredményt ért el

## Gyorskorcsolya
Női
| Versenyző               | Versenyszám | Eredmény | Helyezés |
| ----------------------- | ----------- | -------- | -------- |
| Janina Korowicka        | 1000 m      | 1:35,81  | 26.      |
| Janina Korowicka        | 1500 m      | 2:24,30  | 19.      |
| Janina Korowicka        | 3000 m      | 4:57,48  | 16.      |
| Ewa Malewicka           | 500 m       | 46,67~   | 26.      |
| Ewa Malewicka           | 1000 m      | 1:33,89  | 19.      |
| Ewa Malewicka           | 1500 m      | 2:24,26  | 18.      |
| Ewa Malewicka           | 3000 m      | 5:08,79  | 25.      |
| Stanisława Pietruszczak | 500 m       | 44,68    | 14.      |
| Erwina Ryś-Ferens       | 500 m       | 45,37    | 18.      |
| Erwina Ryś-Ferens       | 1000 m      | 1:31,59  | 10.      |
| Erwina Ryś-Ferens       | 1500 m      | 2:19,69  | 8.       |
| Erwina Ryś-Ferens       | 3000 m      | 4:50,95  | 10.      |

~ - a futam során elesett

## Jégkorong
| Lengyel férfi jégkorongcsapat-játékoskeret                                                                              | Lengyel férfi jégkorongcsapat-játékoskeret                                                         | Lengyel férfi jégkorongcsapat-játékoskeret                                                             |
| --- | -------------------------------------------------------------------------------------------------- | --- |
| - Stefan Chowaniec - Robert Góralczyk - Andrzej Iskrzycki - Kordian Jajszczok - Mieczysław Jaskierski - Wiesław Jobczyk | - Marian Kajzerek - Leszek Kokoszka - Walery Kosyl - Marek Marcińczak - Tadeusz Obłój - Jerzy Potz | - Henryk Pytel - Andrzej Słowakiewicz - Andrzej Tkacz - Andrzej Zabawa - Walenty Ziętara - Karol Żurek |

### Eredmények
Selejtező
| 1976. február 2. 14:00 | Lengyelország (POL) | 7 – 4 (1–2, 3–2, 3–0) | Románia | Innsbruck, Ausztria |

|  |  |  |  |  |
|  |  |  |  |  |
|  |  |  |  |  |
|  |  |  |  |  |

Döntő csoportkör
| 1976. február 6. 13:00 | Lengyelország (POL) | 4 – 7 (2–5, 0–0, 2–2) | NSZK | Innsbruck, Ausztria |

|  |  |  |  |  |
|  |  |  |  |  |
|  |  |  |  |  |
|  |  |  |  |  |

| 1976. február 8. 13:00 | Szovjetunió (URS) | 16 – 1 (7–1, 6–0, 3–0) | Lengyelország | Innsbruck, Ausztria |

|  |  |  |  |  |
|  |  |  |  |  |
|  |  |  |  |  |
|  |  |  |  |  |

| 1976. február 10. 16:00 | Lengyelország (POL) | 1 – 7 (1–3, 1–1, 0–3) | Csehszlovákia | Innsbruck, Ausztria |

|  |  |  |  |  |
|  |  |  |  |  |
|  |  |  |  |  |
|  |  |  |  |  |

A mérkőzés végeredménye 1–7 lett, de a csehszlovák játékosok pozitív doppingeredményt produkáltak, ezért a mérkőzést 1–0-s eredménnyel a lengyelek javára írták, de Lengyelország nem kapta meg a győzelemért járó pontokat.
| 1976. február 12. 13:00 | Lengyelország (POL) | 2 – 7 (1–3, 1–1, 0–3) | Egyesült Államok | Innsbruck, Ausztria |

|  |  |  |  |  |
|  |  |  |  |  |
|  |  |  |  |  |
|  |  |  |  |  |

| 1976. február 14. 16:00 | Lengyelország (POL) | 1 – 7 (1–4, 0–1, 0–2) | Finnország | Innsbruck, Ausztria |

|  |  |  |  |  |
|  |  |  |  |  |
|  |  |  |  |  |
|  |  |  |  |  |

Végeredmény
| Csapat           | M | Gy | D | V | G+ | G– | Gk  | P  |
| ---------------- | - | -- | - | - | -- | -- | --- | -- |
| Szovjetunió      | 5 | 5  | 0 | 0 | 40 | 11 | +29 | 10 |
| Csehszlovákia    | 5 | 4  | 0 | 1 | 17 | 10 | +7  | 8  |
| NSZK             | 5 | 2  | 0 | 3 | 21 | 24 | –3  | 4  |
| Finnország       | 5 | 2  | 0 | 3 | 19 | 18 | +1  | 4  |
| Egyesült Államok | 5 | 2  | 0 | 3 | 15 | 21 | –6  | 4  |
| Lengyelország    | 5 | 0  | 0 | 5 | 9  | 37 | –28 | 0* |

* - A Csehszlovákia-Lengyelország mérkőzés végeredménye 7–1 lett, de a csehszlovák játékosok pozitív doppingeredményt produkáltak, ezért hivatalosan 0–1 arányban a lengyelek javára írták a mérkőzést. Lengyelország azonban nem kapta meg a győzelemért járó pontokat.
- A bronzéremről az egymás elleni mérkőzéseken elért eredmények, majd a szerzett és kapott gólok átlaga döntött:

Finnország – NSZK 5–3
Egyesült Államok – Finnország 5–4
NSZK – Egyesült Államok 4–1
| Csapat           | M | Gy | D | V | G+ | G– | GA    | P |
| ---------------- | - | -- | - | - | -- | -- | ----- | - |
| NSZK             | 2 | 1  | 0 | 1 | 7  | 6  | 1,166 | 2 |
| Finnország       | 2 | 1  | 0 | 1 | 9  | 8  | 1,125 | 2 |
| Egyesült Államok | 2 | 1  | 0 | 1 | 6  | 8  | 0,750 | 2 |

| Csapat        | Helyezés |
| ------------- | -------- |
| Lengyelország | 6.       |

## Műkorcsolya
| Versenyző     | Versenyszám | Kötelező elemek   | Kötelező elemek | Rövid program     | Rövid program | Kűr               | Kűr   | Összesítés                     | Összesítés                     | Összesítés                     | Összesítés                     | Összesítés                     | Összesítés                     | Összesítés                     | Összesítés                     | Összesítés                     | Összesítés        | Összesítés        | Összesítés  | Összesítés | Összesítés |
| Versenyző     | Versenyszám | Kötelező elemek   | Kötelező elemek | Rövid program     | Rövid program | Kűr               | Kűr   | Helyezési pontszámok bírónként | Helyezési pontszámok bírónként | Helyezési pontszámok bírónként | Helyezési pontszámok bírónként | Helyezési pontszámok bírónként | Helyezési pontszámok bírónként | Helyezési pontszámok bírónként | Helyezési pontszámok bírónként | Helyezési pontszámok bírónként | Több. hely. száma | Több. hely. össz. | Hely. össz. | Pont       | Helyezés   |
| Versenyző     | Versenyszám | Több. hely. száma | Hely.           | Több. hely. száma | Hely.         | Több. hely. száma | Hely. | 1                              | 2                              | 3                              | 4                              | 5                              | 6                              | 7                              | 8                              | 9                              | Több. hely. száma | Több. hely. össz. | Hely. össz. | Pont       | Helyezés   |
| ------------- | ----------- | ----------------- | --------------- | ----------------- | ------------- | ----------------- | ----- | ------------------------------ | ------------------------------ | ------------------------------ | ------------------------------ | ------------------------------ | ------------------------------ | ------------------------------ | ------------------------------ | ------------------------------ | ----------------- | ----------------- | ----------- | ---------- | ---------- |
| Grażyna Dudek | Női egyéni  | 9×20+             | 20.             | 9×20+             | 20.           | 6×17+             | 17.   | 19,0                           | 19,0                           | 18,0                           | 17,0                           | 16,0                           | 18,0                           | 18,0                           | 17,0                           | 17,0                           | 7×18+             | 121,0             | 159,0       | 159,48     | 18.        |

| Versenyző                    | Versenyszám | Kötelező táncok   | Kötelező táncok | Eredeti (original) tánc | Eredeti (original) tánc | Kűr               | Kűr   | Összesítés                     | Összesítés                     | Összesítés                     | Összesítés                     | Összesítés                     | Összesítés                     | Összesítés                     | Összesítés                     | Összesítés                     | Összesítés        | Összesítés        | Összesítés  | Összesítés | Összesítés |
| Versenyző                    | Versenyszám | Kötelező táncok   | Kötelező táncok | Eredeti (original) tánc | Eredeti (original) tánc | Kűr               | Kűr   | Helyezési pontszámok bírónként | Helyezési pontszámok bírónként | Helyezési pontszámok bírónként | Helyezési pontszámok bírónként | Helyezési pontszámok bírónként | Helyezési pontszámok bírónként | Helyezési pontszámok bírónként | Helyezési pontszámok bírónként | Helyezési pontszámok bírónként | Több. hely. száma | Több. hely. össz. | Hely. össz. | Pont       | Helyezés   |
| Versenyző                    | Versenyszám | Több. hely. száma | Hely.           | Több. hely. száma       | Hely.                   | Több. hely. száma | Hely. | 1                              | 2                              | 3                              | 4                              | 5                              | 6                              | 7                              | 8                              | 9                              | Több. hely. száma | Több. hely. össz. | Hely. össz. | Pont       | Helyezés   |
| ---------------------------- | ----------- | ----------------- | --------------- | ----------------------- | ----------------------- | ----------------- | ----- | ------------------------------ | ------------------------------ | ------------------------------ | ------------------------------ | ------------------------------ | ------------------------------ | ------------------------------ | ------------------------------ | ------------------------------ | ----------------- | ----------------- | ----------- | ---------- | ---------- |
| Teresa Weyna Piotr Bojańczyk | Jégtánc     | 6×9+              | 9.              | 6×9+                    | 9.                      | 6×11+             | 11.   | 14,0                           | 8,0                            | 8,0                            | 12,0                           | 8,0                            | 9,0                            | 9,0                            | 10,0                           | 12,0                           | 5×9+              | 42,0              | 90,0        | 182,20     | 9.         |

## Sífutás
Férfi
| Versenyző                                                 | Versenyszám     | Eredmény      | Helyezés      |
| --------------------------------------------------------- | --------------- | ------------- | ------------- |
| Jan Dragon                                                | 15 km           | nem ért célba | nem ért célba |
| Wiesław Gębala                                            | 15 km           | 46:59,00      | 22.           |
| Wiesław Gębala                                            | 30 km           | 1:35:09,65    | 20.           |
| Wiesław Gębala                                            | 50 km           | nem ért célba | nem ért célba |
| Jerzy Koryciak                                            | 30 km           | 1:39:02,46    | 47.           |
| Jerzy Koryciak                                            | 50 km           | nem ért célba | nem ért célba |
| Władysław Podgórski                                       | 15 km           | 48:18,62      | 44.           |
| Władysław Podgórski                                       | 30 km           | nem ért célba | nem ért célba |
| Jan Staszel                                               | 15 km           | 48:04,31      | 40.           |
| Jan Staszel                                               | 30 km           | 1:35:46,82    | 24.           |
| Jan Staszel                                               | 50 km           | nem ért célba | nem ért célba |
| Wiesław Gębala Jan Staszel Jan Dragon Władysław Podgórski | 4 × 10 km váltó | 2:16:06,63    | 13.           |

Női
| Versenyző                                                            | Versenyszám    | Eredmény   | Helyezés |
| -------------------------------------------------------------------- | -------------- | ---------- | -------- |
| Anna Gębala-Duraj                                                    | 5 km           | 17:58,91   | 31.      |
| Anna Gębala-Duraj                                                    | 10 km          | 33:13,21   | 27.      |
| Władysława Majerczyk                                                 | 5 km           | 17:29,01   | 24.      |
| Władysława Majerczyk                                                 | 10 km          | 32:30,68   | 20.      |
| Anna Pawlusiak                                                       | 5 km           | 17:29,61   | 25.      |
| Anna Pawlusiak                                                       | 10 km          | 33:01,47   | 26.      |
| Maria Trebunia                                                       | 5 km           | 18:21,64   | 36.      |
| Maria Trebunia                                                       | 10 km          | 34:14,44   | 33.      |
| Anna Pawlusiak Anna Gębala-Duraj Maria Trebunia Władysława Majerczyk | 4 × 5 km váltó | 1:14:13,40 | 8.       |

## Síugrás
Férfi
| Versenyző         | Versenyszám | 1. ugrás | 1. ugrás | 2. ugrás | 2. ugrás | Összesítés | Összesítés |
| Versenyző         | Versenyszám | Pont     | Hely.    | Pont     | Hely.    | Pont       | Helyezés   |
| ----------------- | ----------- | -------- | -------- | -------- | -------- | ---------- | ---------- |
| Stanisław Bobak   | Normálsánc  | 104,2    | 34.      | 106,8    | 27.      | 211,0      | 28.        |
| Stanisław Bobak   | Nagysánc    | 81,4     | 44.      | 86,6     | 28.      | 168,0      | 37.        |
| Adam Krzysztofiak | Normálsánc  | 100,0    | 46.      | 105,8    | 29.      | 205,8      | 38.**      |
| Marek Pach        | Nagysánc    | 88,5     | 37.      | 76,2     | 41.      | 164,7      | 40.        |
| Tadeusz Pawlusiak | Normálsánc  | 105,5    | 28.*     | 104,7    | 33.      | 210,2      | 31.        |
| Tadeusz Pawlusiak | Nagysánc    | 74,0     | 50.      | 56,8     | 54.      | 130,8      | 52.        |
| Janusz Waluś      | Normálsánc  | 92,7     | 51.      | 92,5     | 49.      | 185,2      | 52.        |
| Janusz Waluś      | Nagysánc    | 84,1     | 42.      | 83,4     | 31.*     | 167,5      | 39.        |

* - egy másik versenyzővel azonos eredményt ért el

** - két másik versenyzővel azonos eredménnyel végzett a 38. helyen

## Szánkó
| Versenyző                         | Versenyszám | 1. futam | 1. futam | 2. futam | 2. futam | 3. futam | 3. futam | 4. futam | 4. futam | Összesítés | Összesítés |
| Versenyző                         | Versenyszám | Idő      | Hely.    | Idő      | Hely.    | Idő      | Hely.    | Idő      | Hely.    | Idő        | Helyezés   |
| --------------------------------- | ----------- | -------- | -------- | -------- | -------- | -------- | -------- | -------- | -------- | ---------- | ---------- |
| Jan Kasielski                     | Férfi egyes | 53,969   | 13.      | 53,551   | 13.      | 53,115   | 13.      | 53,554   | 13.      | 3:34,189   | 12.        |
| Mirosław Więckowski               | Férfi egyes | 54,739   | 23.      | 53,782   | 14.      | 53,113   | 12.      | 53,586   | 14.      | 3:35,220   | 16.        |
| Andrzej Piekoszewski              | Férfi egyes | 54,474   | 21.      | 54,166   | 21.      | 53,502   | 18.*     | 54,117   | 21.      | 3:36,259   | 19.        |
| Teresa Bugajczyk                  | Női egyes   | 43,621   | 10.      | 43,701   | 12.      | 43,157   | 11.      | 43,450   | 12.      | 2:53,929   | 12.        |
| Barbara Piecha                    | Női egyes   | 44,060   | 13.      | 43,722   | 13.      | 43,378   | 13.      | 43,800   | 14.      | 2:54,960   | 13.        |
| Halina Kanasz                     | Női egyes   | 43,967   | 11.      | 45,138   | 18.      | 43,499   | 14.      | 43,731   | 13.      | 2:56,335   | 14.        |
| Andrzej Żyła Jan Kasielski        | Kettes      | 43,748   | 10.      | 43,989   | 11.      |          |          |          |          | 1:27,737   | 10.        |
| Mirosław Więckowski Andrzej Kozik | Kettes      | 44,025   | 13.      | 43,977   | 10.      |          |          |          |          | 1:28,002   | 12.        |

* - egy másik versenyzővel azonos eredményt ért el